# 西条中央病院 (広島県)
西条中央病院（さいじょうちゅうおうびょういん）は、医療法人若葉会が、広島県東広島市西条昭和町に設置する病院。
救急告示病院に指定されている。

## 診療科
- 内科[2]
- 消化器内科[2]
- 内視鏡内科[2]
- 人工透析内科[2]
- 外科[2]
- 消化器外科[2]
- 肛門外科[2]
- 整形外科[2]
- 内視鏡外科[2]
- 皮膚科[2]
- 泌尿器科[2]
- リハビリテーション科[2]
- 呼吸器内科[2]

## 医療機関の認定
- 保険医療機関[2]
- 生活保護法指定医療機関（中国残留邦人等の円滑な帰国の促進並びに永住帰国した中国残留邦人等及び特定配偶者の自立の支援に関する法律（平成6年法律第30号）に基づく指定医療機関を含む。）[2]
- 労災保険指定医療機関[2]
- 結核指定医療機関[2]
- 指定自立支援医療機関（更生医療）[2]
- 指定自立支援医療機関（精神通院医療）[2]
- 難病の患者に対する医療等に関する法律（平成２６年法律第５０号）に基づく指定医療機関[2]
- 原子爆弾被害者医療指定医療機関[2]
- 原子爆弾被害者一般疾病医療取扱医療機関[2]
- 身体障害者福祉法指定医の配置されている医療機関[2]

## 系列病院（医療法人若葉会）

### 東日本
- 柿生記念病院 - 神奈川県川崎市麻生区
- 川崎田園都市病院 - 神奈川県川崎市麻生区
- 横浜田園都市病院 - 神奈川県横浜市緑区

### 西日本
- 昭和病院 - 大阪府摂津市
- 豊中若葉会病院 - 大阪府豊中市
- 淀川若葉会病院 - 大阪府大阪市東淀川区
- 堺若葉会病院 - 大阪府堺市北区
- 六甲病院 - 兵庫県神戸市
- 明石回生病院 - 兵庫県明石市
- 王子回生病院 - 兵庫県明石市
- 福山第一病院 - 広島県福山市
- 西条中央病院 - 広島県東広島市
- 九州鉄道記念病院 - 福岡県北九州市門司区

### 過去
- さいたま記念病院 - 埼玉県さいたま市見沼区（2024年12月、医療法人徳洲会へ事業譲渡。）

## 交通アクセス
- JR山陽本線「西条駅」より徒歩で約10分[3]。
- 西条昭和町バス停より徒歩約3分、石ヶ瀬橋バス停より徒歩約4分
  - 西条駅-広島大学線（芸陽バス[4]） 広島大学方面 / 西条駅方面
  - 西条線（中国JRバス[5]） 広島大学・東広島駅・サイエンスパーク方面 / 西条駅方面
  - のんバス（西条市街地循環バス）[6]
    - 青ルート（内回り） 西条中央・フジグラン前方面
    - 赤ルート（外回り） 西条駅方面

## 周辺
- 広島国税局 西条税務署
- 広島県警 東広島警察署
- 広島県東広島庁舎